# Кутзе, Питер
Питер Кутзе (африк. Pieter Theunis Coetze; род. 13 мая 2004, Претория) — южноафриканский пловец, чемпион мира 2025 года, бронзовый призёр чемпионата мира 2024 года, чемпион Игр Содружества 2022 года. Специализируется в плавании на спине. Участник летних Олимпийских игр 2020 и 2024 годов.

## Биография
Родился 13 мая 2004 года в Претории, в ЮАР.
В 2021 году принял участие в соревнованиях летних Олимпийских игр в Токио. На дистанции 100 метров на спине был 24-м.
В 2022 году на Играх Содружества в Бирмингеме завоевал три медали. Стал чемпионом на дистанции 100 метров на спине.
В 2024 году принимал участие в летних Олимпийских играх в Париже. На дистанции 100 метров на спине стал пятым, на 200 метровке стал седьмым.
На чемпионате мира 2025 года в Сингапуре на дистанции 100 метров на спине завоевал золотую медаль. На дистанциях 50 и 200 метров на спине стал серебряным призёром. 